# 田中千代治
田中 千代治（たなか ちよじ）は、日本の情報科学者・情報工学者。大阪工業大学名誉教授。工学修士（イリノイ大学UIUC）・工学博士（大阪大学）。元人工知能学会理事・監事。情報処理学会1982-1984理事。
専門は、計算機科学・人工知能(AI)/知能情報処理、通信システム工学、教育工学。

## 略歴
1961年大阪大学工学部通信工学科卒業。1970年イリノイ大学アーバナ・シャンペーン校(UIUC)大学院計算機科学専攻修士課程修了。三菱電機情報電子研究所にて、主に計算機アーキテクチャ・知能情報処理の研究に従事。1981年大阪大学大学院にて工学博士の学位を取得。1986年同社中央研究所システム研究部長などを経て、1996年大阪工業大学情報科学部に着任、情報システム学科教授。2008年大阪工業大学名誉教授。
大阪工業大学において、1996年新設の情報科学部で特に初期の計算機科学・知能情報処理の研究・育成および授業支援e-Learningシステム(ADLES-FE)の開発などのIT教育工学の向上にも貢献した。
主な所属学会は、人工知能学会、情報処理学会、電子情報通信学会。主な受賞は、人工知能学会功労賞(1998)、日経産業新聞優秀製品賞(1987)、関東電気協会表彰(1974)。

## 主な研究
- 疎結合型マルチプロセッサ上の拡散型動的負荷分散方式=LLS-G方式
- 電子計算機の設計自動化のためのデータベースシステム
- 業務データ知識管理システム
- 高速画像処理向き並列処理アーキテクチャの検討
- 知能情報処理の現状と動向
- 知的ソフトウェア資源の創造と共有のメカニズム調査研究